# Sávos bandikut
A sávos bandikut (Perameles gunnii) a bandikutalakúak (Peramelemorphia) rendjébe tartozó bandikutfélék (Peramelidae) családjába tartozó faj.

## Előfordulása
Ausztráliában honos. Victoria állam sok helyén előfordul, Tasmania szigetén széles körben elterjedt.
Nyílt, füves területek lakója.

## Megjelenése
A sávos bandikut testhossza 27–35 centiméter, farkának a hossza 7–11 centiméter. Orra megnyúlt, fülei nagyok. Sárgásbarna hátoldala és szürke hasa van.
Teste hátsó részét 3-4 világos sáv díszíti.

## Életmódja
Az állat magányosan él és éjszaka aktív. Fő táplálékai rovarok, kisebb hüllők és emlősök, de növényeket is elfogyaszt.
Mivel vízigényét táplálékából is képes fedezni, elterjedése nem kötött vízlelő helyekhez.

## Szaporodása
Szaporodási időszaka Tasmániában a téli-tavaszi időszakra esik, míg Victoria államban július és november közé.
A vemhesség körülbelül 12 napig tart, ennek végén 1–5 utód jön a világra.